# Who's Who (Royaume-Uni)
Who's Who est un ouvrage de référence.  Il est publié chaque année sous la forme d'un livre cartonné depuis 1849 et est publié en ligne depuis 1999. Il a également été publié sur CD-ROM. Il répertorie et donne des informations sur les personnes du monde entier qui influencent la vie britannique.  Les candidatures incluent des personnalités notables du gouvernement, de la politique, du monde universitaire, des affaires, du sport et des arts,.